# Kathedrale von San Cristóbal de La Laguna
Die Kathedrale Nuestra Señora de los Remedios in San Cristóbal de La Laguna (Teneriffa, Kanarische Inseln) ist seit der Gründung des Bistums San Cristóbal de La Laguna im Jahr 1819 Kathedrale. Sie ist gleichzeitig Pfarrkirche der Gemeinde Nuestra Señora de los Remedios.

## Geschichte des Bauwerks 1515–1819
Am 26. März 1515 beschloss das Cabildo Municipal von San Cristóbal de la Laguna (Stadtrat) mit der Zustimmung des Bischofs Fernando de Arce und des Adelantado Alonso Fernández de Lugo, eine zweite Gemeindekirche in La Laguna zu errichten. Schutzheilige dieser Kirche sollte Nuestra Señora de los Remedios werden. Die Bauarbeiten wurden im Jahr 1522 abgeschlossen. Das Ergebnis war eine einschiffige Kirche im kanarischen Stil mit einer Länge von 80 Fuß und einer Breite von 48 Fuß. Die Kirche war mit ihrem Hauptaltar nicht genau nach Osten ausgerichtet, sondern weicht ein wenig nach Ost / Südost ab. Das Gebäude wurde in der Folgezeit immer wieder durch Anbauten erweitert. Im Jahr 1590 bestand die Kirche aus einem Haupt- und zwei Seitenschiffen. Zu Beginn des 17. Jahrhunderts wurde mit dem Bau eines Turmes begonnen. 1656 besaß die Pfarrei Nuestra Señora de los Remedios den höchsten Kirchturm der Insel. Er musste allerdings 1691 wegen Einsturzgefahr durch einen weniger hohen Neubau ersetzt werden. Mitte des 18. Jahrhunderts wurde das Gebäude auf der Ostseite, der Altarseite verlängert. Das Hauptschiff und die beiden Seitenschiffe waren gleich hoch. An die Seitenschiffe schlossen sich auf beiden Seiten Kapellen an, die so zwei weitere niedrigere Schiffe bildeten. 1751 wurde in den Turm eine aus England stammende Uhr eingebaut.

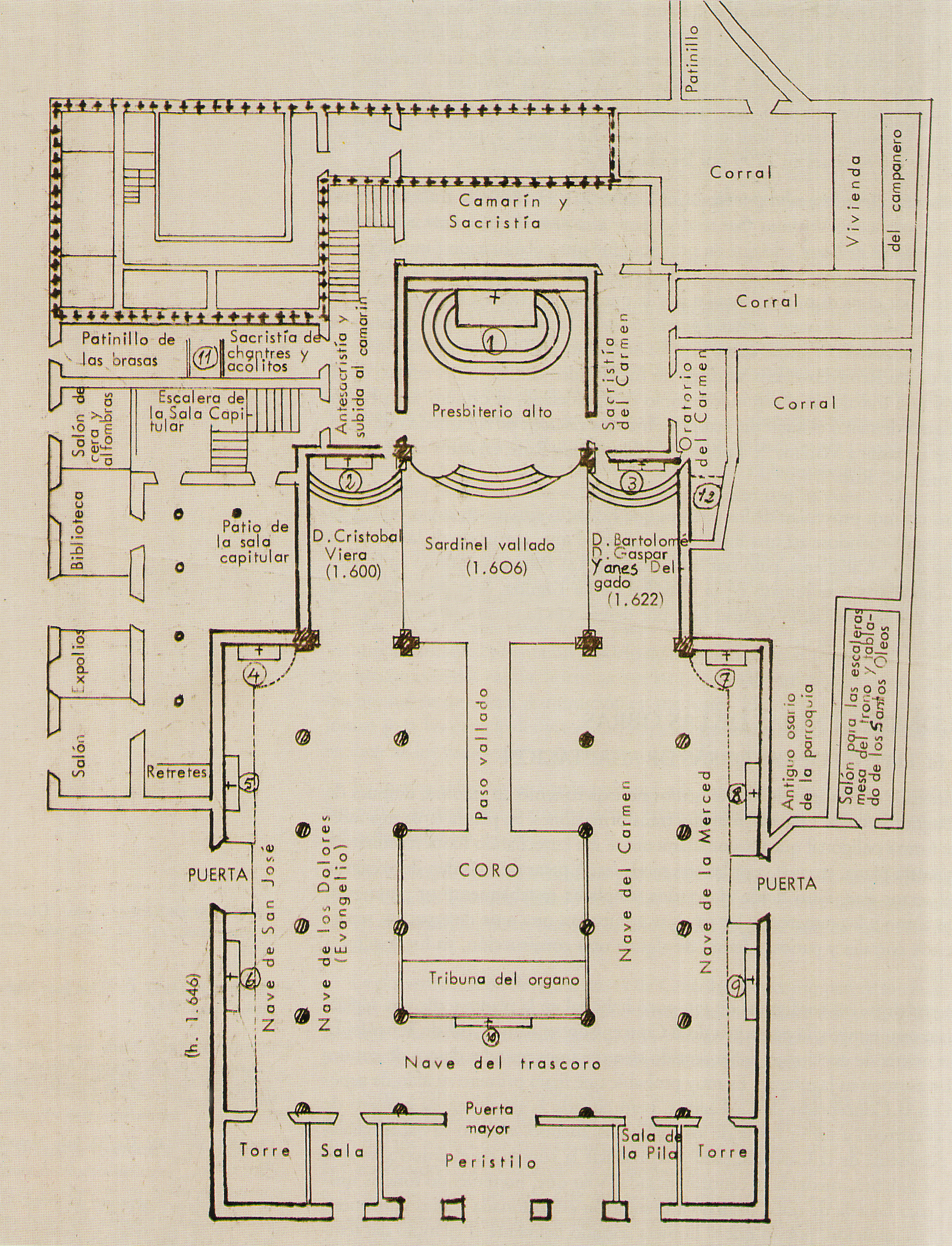
Grundriss der Kirche zwischen 1809 und 1905

Zu Beginn des 19. Jahrhunderts waren sowohl der Turm als auch die Eingangsfassade einsturzgefährdet. Das veranlasste die Brüder Bencomo, den Wiederaufbau dieser Teile der Kirche weitgehend auf eigene Kosten zu betreiben. Die Bencomos waren in La Laguna geborene Kleriker und führten ihren Stammbaum auf den letzten Mencey von Taoro zurück. Cristóbal Bencomo y Rodríguez (1758–1835) war erst Lehrer, später Beichtvater des Königs Ferdinand VII. Pius VII. ernannte ihn zum Titularerzbischof von Heraclea.
Pedro José Bencomo y Rodríguez (1749–1828) war als Kanoniker Mitglied des Domkapitels des Bistums der Kanarischen Inseln. Als Dekan war er Vorsteher des Domkapitels des Bistums der Kanarischen Inseln. Später nach der Gründung der Diözese Teneriffa leitete er bis zur Ernennung eines Bischofs diese Diözese als Kapitularvikar.
Ein dritter Bruder, Santiago Bencomo y Rodríguez (1754–1818), war Mitglied des Domkapitels in Las Palmas de Gran Canaria.
Die Brüder Bencomo ließen sich Zeichnungen der Kathedrale von Pamplona schicken, die gegen 1783 von dem Architekten Ventura Rodríguez entworfen worden war. Die Pläne der Fassade wurden in La Laguna von Juan Nepomuceno Verdugo Dapelo und Pedro Díaz überarbeitet und an die örtlichen Verhältnisse und das bestehende Gebäude angepasst. Dabei wurde berücksichtigt, dass das Haupt- und die Seitenschiffe u. U. durch höhere Gebäude ersetzt werden sollten. Die Bauarbeiten begannen im Jahr 1813. Der erste Turm wurde am 15. Dezember 1824 fertiggestellt. Dieser Gebäudeteil bildet auch heute noch die Haupteingangsfassade der Kathedrale von San Cristóbal de La Laguna.

## Geschichte des Bauwerks 1819–2014

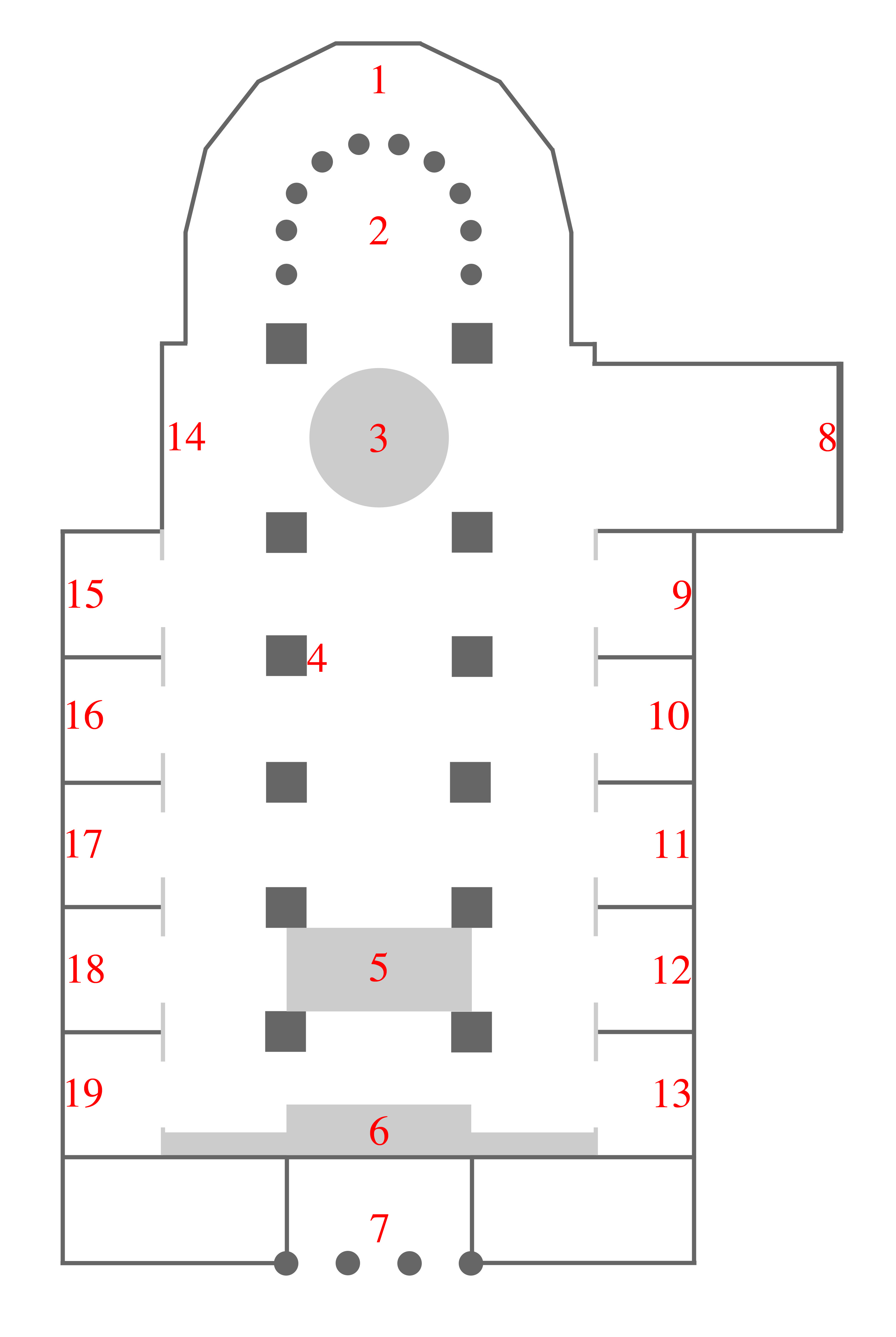
Vereinfachter Grundriss der Kathedrale
1 Chorumgang
2 Hauptaltar
3 Vierung
4 Kanzel
5 Chorgestühl
6 Orgelempore
7 Hauptportal
8 Kapelle der Señora de los Remedios
9 Kapelle der Virgen Purísima
10 Kapelle der Teresa von Ávila
11 Seiteneingang von der Calle Obispo Rey Redondo (Calle Carrera)
12 Kapelle Unserer Lieben Frau auf dem Berge Karmel
13 Kapelle der Heiligen Barbara
14 Bild der Seelen im Fegefeuer
15 Kapelle des Christus an der Säule
16 Kapelle der Virgen de Candelaria
17 Seiteneingang von der Calle Bencomo
18 Kapelle des Heiligen Josef
19 Taufkapelle

1819 wurde das bisherige Bistum Kanarische Inseln in eine Diözese der östlichen Inseln (Gran Canaria, Fuerteventura und Lanzarote) mit dem bisherigen Sitz in Las Palmas de Gran Canaria und eine neue Diözese der westlichen Inseln (Teneriffa, La Palma, La Gomera und El Hierro) mit Sitz in San Cristóbal de La Laguna aufgeteilt. Eine päpstliche Bulle vom 21. Dezember 1819 bestimmte die Pfarrkirche Nuestra Señora de los Remedios zur Kathedrale des neuen Bistums.
Mitte des 19. Jahrhunderts waren das Hauptschiff und die beiden inneren Seitenschiffe der Kirche 45,56 m lang und 6,90 m breit. Die Decke wurde von 26 dorischen Säulen getragen. Die äußeren Seitenschiffe waren 35,32 m lang und 6 m breit.
Durch ständige, meist etwas planlos verlaufende An- und Umbauten traten zu Ende des 19. Jahrhunderts Risse in den Wänden auf und die Stützen waren unter der Last des Daches teilweise verschoben. Besonders der ab 1749 durchgeführte Bau einer Kuppel war für die Statik des Gebäudes nicht förderlich, da die tragenden Wände vor dieser Maßnahme nicht verstärkt wurden. Darüber hinaus sorgten einige Erdbeben und ein Unwetter im Jahr 1826 für erhebliche Schäden an der Bausubstanz. Die Reparaturen wurden meist nur notdürftig durchgeführt.
Im Jahr 1897 wurde die Kirche zur Ruine erklärt. In den folgenden sechzehn Jahren diente die Kirche des ehemaligen Augustinerklosters als Bischofskirche.
Nachdem sich einige Entwürfe zur Restaurierung der Kirche als undurchführbar erwiesen hatten, wurde ein Neubau beschlossen. Am 26. April 1905, also acht Jahre nach der Schließung, wurde mit dem Abriss der Kirche begonnen. Die endgültig verwirklichten Entwürfe für den Neubau stammten von dem Hauptmann des Ingenieurkorps José Rodrigo de Vallabriga y Peraza de Ayala. Er übernahm auch die Bauleitung. Nur die zu Beginn des 19. Jahrhunderts errichtete klassizistische Fassade mit den zwei Türmen blieb von dem Abriss verschont. Die Marmorplatten des Fußbodens, das Chorgestühl, die Kanzel und die Altare wurden sicher verwahrt.
Um die Mittel für den Neubau aufzubringen, wurden Altare an andere Kirchen auf Teneriffa verkauft. Eine weitere Quelle für die Finanzierung des Neubaus der Kirche bestand darin, dass man den Schmuck der Heiligenfiguren verkaufte. Spenden aus dem In- und Ausland trugen dazu bei, den Bau entstehen zu lassen. Darunter waren auch „Sachspenden“ wie die der Sociedad Anónima de Tranvías Eléctricos de
Tenerife (Straßenbahngesellschaft), die den Transport von Baumaterialien kostenfrei übernahm. Den bedeutendsten Einzelanteil an der Finanzierung von etwa einem Drittel trug der damalige Bischof Nicolas Rey Redondo aus seinem Privatvermögen bei.
Am 6. September 1913 wurde die neu errichtete Kathedrale durch den Bischof Nicolás Rey Redondo geweiht. Die Außenansicht der Seitenwände wurde stilistisch der aus dem Beginn des 19. Jahrhunderts stammenden neoklassizistischen Fassade angeglichen, während der Innenraum neugotisch gestaltet wurde. Das Haupt- und die Seitenschiffe des Neubaus waren etwa um ein Drittel höher als bei dem Vorgängerbau. Die Decke wurde durch neugotische Kreuzgewölbe gebildet, die Vierung schloss mit einer auf einem Tambour sitzenden Kuppel im Barockstil ab. Eine Neuerung war der Chorumgang, der die Seitenschiffe um den Altarraum herum verlängerte. Als Baumaterial wurde weitgehend der damals im Kirchenbau besonders bei Gewölben unübliche Stahlbeton verwendet. Der von José Miguel Luján Pérez geschaffene Altar wurde als Hauptaltar aufgestellt.
1915 wurde – quasi als rechtes Querschiff – eine Kapelle angefügt, in der der ehemalige Hauptaltar, der Altar der Schutzheiligen Nuestra Señora de los Remedios, aufgestellt wurde. Diese Kapelle wird auch heute noch als Gemeindekirche genutzt.
Im Jahr 1950 sickerte aufgrund unzureichender Abdichtung Wasser durch die Gewölbe. Diese Schäden konnten teilweise behoben werden. Da der Beton fälschlicherweise mit Sand hergestellt wurde, der am Strand gewonnen worden war und daher Salz enthielt, zersetzten sich die Armierungen. Das führte dazu, dass am 30. Juni 2002, nachdem immer wieder kleinere Teile der Decke niedergestürzt waren, die Kirche geschlossen werden musste. In der Folgezeit wurde die Kirche Nuestra Señora de la Concepción als Bischofssitz genutzt, so auch bei der Bischofsweihe im Jahr 2005.
Nach einer gründlichen Untersuchung der Bausubstanz wurde entschieden, das Gebäude, mit Ausnahme der zu Beginn des 19. Jahrhunderts erbauten Fassade, etwas unterhalb der Kapitelle der Stützen waagerecht durchzuteilen. Der gesamte obere Teil des Bauwerks, d. h. Teile der Seitenwände, Teile der Stützen, die Gewölbe und die Kuppel wurden vollkommen abgetragen und ersetzt. Die neuen Mauern bestehen aus Beton, der nicht mit Metall, sondern mit Glasfasern und mit Polypropylenfasern armiert wurde. Darüber hinaus wurde das gesamte Dach mit wasserdicht verlöteten Kupferblechen abgedeckt. Nach Abschluss der Arbeiten wird das Dach durch 53 Gewölbe gebildet. Dazu kommt die 41 m hohe Kuppel.
Am 31. Januar 2014 wurde die Kirche wieder eröffnet.

## Inneneinrichtung

Innenausstattung

Im Folgenden wird die Inneneinrichtung der Kirche beschrieben, wie sie bei der Wiedereröffnung am 31. Januar 2014 bestand. Änderungen bei der Aufstellung von Altären und Heiligenfiguren sind nicht nur für die Dauer besonderer Feiertage zu erwarten.

### Altarumgang
Der Altarumgang wurde durch den Neubau der Kirche 1905–1913 geschaffen. In dem Umgang hängen einige Bilder von historischer Bedeutung. Sieben Spitzbogenfenster beziehen sich auf die Christianisierung der Insel und ein Denkmal erinnert an den Eroberer der Insel.
Grabdenkmal für Alonso Fernandez de Lugo
Im Jahr 1496 fügte der Konquistador Alonso Fernández de Lugo Teneriffa als letzte der Kanarischen Inseln in den Regierungsbereich der Könige von Kastilien und Leon ein. Er gilt auch als Gründer der Stadt San Cristóbal de La Laguna. Nach seinem Tod am 20. Mai 1525 wurde er im Kloster San Miguel de las Victorias (damals) etwas außerhalb der Stadt beigesetzt. Nachdem dieses Kloster 1810 abgebrannt war, wurde es, da es sich bereits in der Auflösung befand, nicht wieder aufgebaut. Erst 1860 (also 50 Jahre später) wurden die Überreste des Adelantado exhumiert und in das Santuario del Cristo überführt. Im Jahr 1881 wurden sie dann in einem neuen Grab in der Kirche Nuestra Señora de los Remedios beigesetzt. Das Grabdenkmal aus Carrara-Marmor wurde von Manuel de Oraá entworfen und von Angelo de Cherubini ausgeführt. Beim Neubau der Kathedrale zu Beginn des 20. Jahrhunderts wurde das Denkmal in den neu geschaffenen Altarumgang versetzt.
 Gedenktafel für den Bischof Nicolás Rey Redondo 
Bei der Fertigstellung der Kathedrale im September 1913 brachte die Bevölkerung von La Laguna im Altarumgang zum ewigen Gedenken und als Zeichen der Dankbarkeit eine Gedenktafel zu Ehren des Bischofs Nicolás Rey y Redondo (12. Februar 1834–5. September 1917) an. Auf dieser Tafel wird der Bischof für seine Frömmigkeit, seinen Eifer bei dem Neubau der Kirche und seine Großzügigkeit gerühmt. Der Hintergrund dafür war die Spende des Bischofs, die etwa ein Drittel der Neubaukosten deckte.
Gemälde
Die Gemälde, die in dem Altarumgang hängen, wurden der Kirche von Erzbischof Cristóbal Bencomo y Rodríguez geschenkt.
Das rechteckige Bild mit einer Darstellung des Christophorus, des Schutzheiligen der Stadt, hält sich in Aufbau und Farbgebung an traditionelle Vorlagen des 16. und 17. Jahrhunderts.
Der Heilige Ferdinand wurde zum Schutzpatron der Kathedrale bestimmt, um damit den damaligen König Ferdinand VII. zu ehren. Das ovale Gemälde stellt den Heiligen Ferdinand mit Krone, Schwert und Weltkugel dar. Im Hintergrund ist die Stadt Sevilla zu erkennen.
Auch die Bestimmung der Heiligen Elisabeth von Portugal zur Schutzheiligen der Kathedrale wurde veranlasst, um damit die damalige spanische Königin Maria Isabella von Portugal zu ehren. Die Heilige Elisabeth von Portugal wird auf dem ovalen Gemälde mit einer Krone, einem Zepter und einem roten mit Pelz gefütterten Mantel dargestellt. Im Hintergrund sind der Teide und die Fassade der Kathedrale von La Laguna zu sehen.
Das ovale Gemälde, das das Treffen zwischen Abraham und Melchisedech zum Thema hat, wurde ebenso wie das Bild mit dem Titel Elija erhält Brot und Wasser von einem Engel von Juan Ventura de Miranda Sejas y Guerra (1723–1805) gemalt.

### Hauptaltar

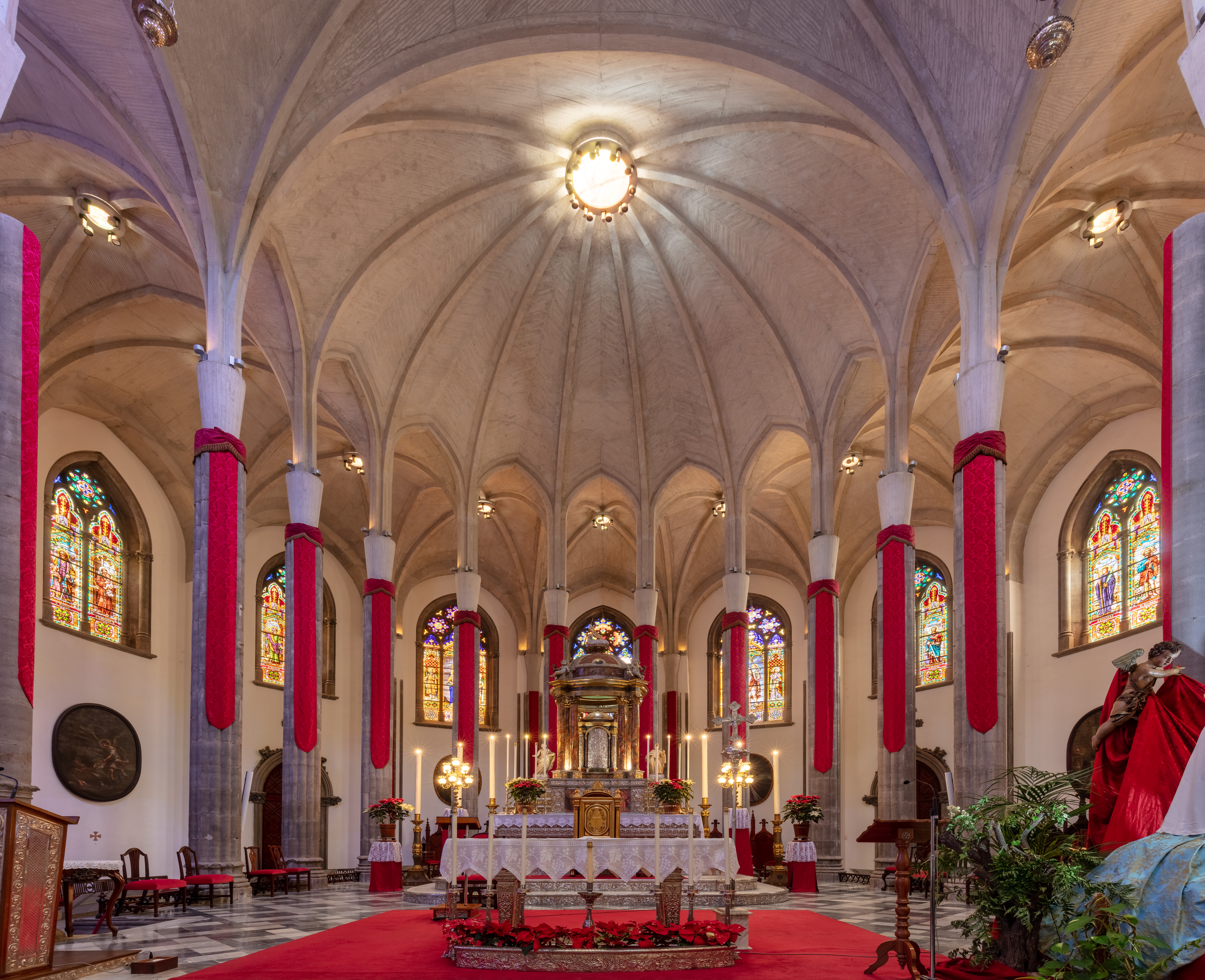
Hauptaltar

Der Hauptaltarraum wird durch 10 Säulen von dem Rundgang und durch vier Stufen von der Vierung abgeteilt. Früher befand sich zwischen dem Hauptaltarraum und der Vierung auch eine Balustrade.
Im Mittelpunkt des Altarraums steht ein Tabernakel aus Holz des aus Gran Canaria stammenden Bildhauers und Architekten José Miguel Luján Pérez. Der portugiesische Maler Manuel Acosta Villavicencio hat die Oberfläche mit einer Struktur versehen, die Jaspis und Bronze vortäuscht. Der Altar wurde im Dezember 1795 geweiht. Das Antependium des Hauptaltars wurde 1877 mit Silber verkleidet. Der Tabernakel wird oben mit einem Kruzifix aus dem 16. Jahrhundert, dem Cristo de los Remedios, abgeschlossen. Rechts und links des Hauptaltars befinden sich die Figuren des Heiligen Petrus und des Heiligen Paulus, die auch von José Lujan Pérez geschaffen wurden. Innerhalb des Altarraums auf der rechten Seite direkt an der Säule liegt das Grab des Erzbischofs von Heraclea Cristóbal Bencomo.

### Vierung und Kuppel
Über der Vierung befindet sich eine auf einen Tambour aufgesetzte Kuppel, die oben mit einer Laterne und einem Steinkreuz abgeschlossen wird. Bereits die Vierung der 1905 abgerissenen Kirche hatte eine Kuppel. Die Kuppel des neuen Gebäudes, das 1913 geweiht wurde, war nicht gemauert, sondern aus Stahlbetonteilen, die am Boden gegossen worden waren, zusammengesetzt. Bei der Renovierung 2009 bis 2014 wurde die komplette Deckenkonstruktion, also auch die Kuppel, abgetragen und durch neue Bauelemente aus mit Polypropylen armiertem Beton ersetzt. Die Form des Gebäudes wurde dabei wiederhergestellt. Seit der Renovierung 2014 sind die Kuppel und die Laterne mit Kupferblech verkleidet.
Im Bereich der Vierung liegt die Grabplatte des Pedro José Bencomo Rodriguez (1758–1835), des ersten Dekans des Domkapitels des neugeschaffenen Bistums.

### Kanzel
Die aus Marmor bestehende Kanzel der Kirche wurde von dem in Genua arbeitenden Bildhauer Pascuale Bocciardo im Jahr 1767 fertiggestellt. Sie war von dem in La Laguna lebenden Kaufmann Andrés José Jayme in Auftrag gegeben worden. Sie trägt daher in der Basis die Inschrift DIOLO ANDRES IOSEPH IAISME ANN 1767. Die Kanzel befindet sich an einer Stütze auf der linken Seite des Hauptschiffs. Auf einer sechseckigen Basis steht auf einer Wolke ein Engel, der den sechseckigen Kanzel-Korpus trägt. Auf drei Seitenwänden sind die vier Evangelisten mit ihren Symbolen dargestellt. Die heute weiß gestrichene Treppe ist aus Holz. Sie war früher mit einem Anstich gestaltet, der Marmor vortäuschen sollte. Die Kanzel hat keinen Schalldeckel.

### Chorgestühl
Die Anordnung des Chorgestühls in der neu errichteten Kathedrale nicht direkt im Altarraum, sondern am anderen Ende des Hauptschiffs kam nach langen Auseinandersetzungen zustande. Die heutige genutzte Möblierung wurde von Juan Miguel Inclán Valdés entworfen und 1832–1833 von dem aus La Laguna stammenden Tischler Domingo Estévez ausgeführt. Nach dem Neubau der Kirche zu Anfang des 20. Jahrhunderts wurde die Anzahl der Sitze vermindert und der Chor mit einer Holzvertäfelung abgeschlossen. Wie bereits im alten Gebäude trennen Gitter in der Mitte des Hauptschiffes einen Durchgang vom Chor zum Hauptaltarraum ab.

### Orgelempore
Die Kirche Nuestra Señora de los Remedios hatte schon zu Beginn eine kleine Orgel. Die Orgel wurde gelegentlich verändert oder auch ausgetauscht. Dabei handelte es sich immer um kleine, eher unbedeutende Instrumente. Bei der Umwandlung der Kirche in eine Kathedrale im Jahr 1819 vergrößerten sich auch die Ansprüche, die an die Qualität der musikalischen Begleitung der kultischen Handlungen gestellt wurden. In den 20er Jahren des 19. Jahrhunderts wurden verschiedene Verhandlungen mit Orgelbaufirmen aufgenommen, die aber wegen der zu hohen Kosten ergebnislos endeten. Nachdem im Santuario del Cristo in Tacoronte (1856) und im Santuario de las Nieves auf der Insel La Palma (1857) Orgeln der englischen Firma Henry Bebington and Sons aufgestellt worden waren, kam in den ersten Tagen des Juli des Jahres 1858 auch eine Orgel dieser Firma im Hafen von Santa Cruz de Tenerife an. Die Orgel wurde in der Mitte des Chors auf einer Empore aufgestellt, die sich etwa in der Mitte des Mittelschiffs befand, weil man diese Stelle am günstigsten für die Akustik hielt. Bereits am 27. Juli 1858 konnte der aus Gran Canaria stammende Organist im Rahmen der Feierlichkeiten zum Fest des Heiligen Christophorus das Instrument vorführen. Bei dem Neubau der Kathedrale wurde die Orgelempore über den Haupteingang verlegt.

### Capilla de Nuestra Señora de los Remedios

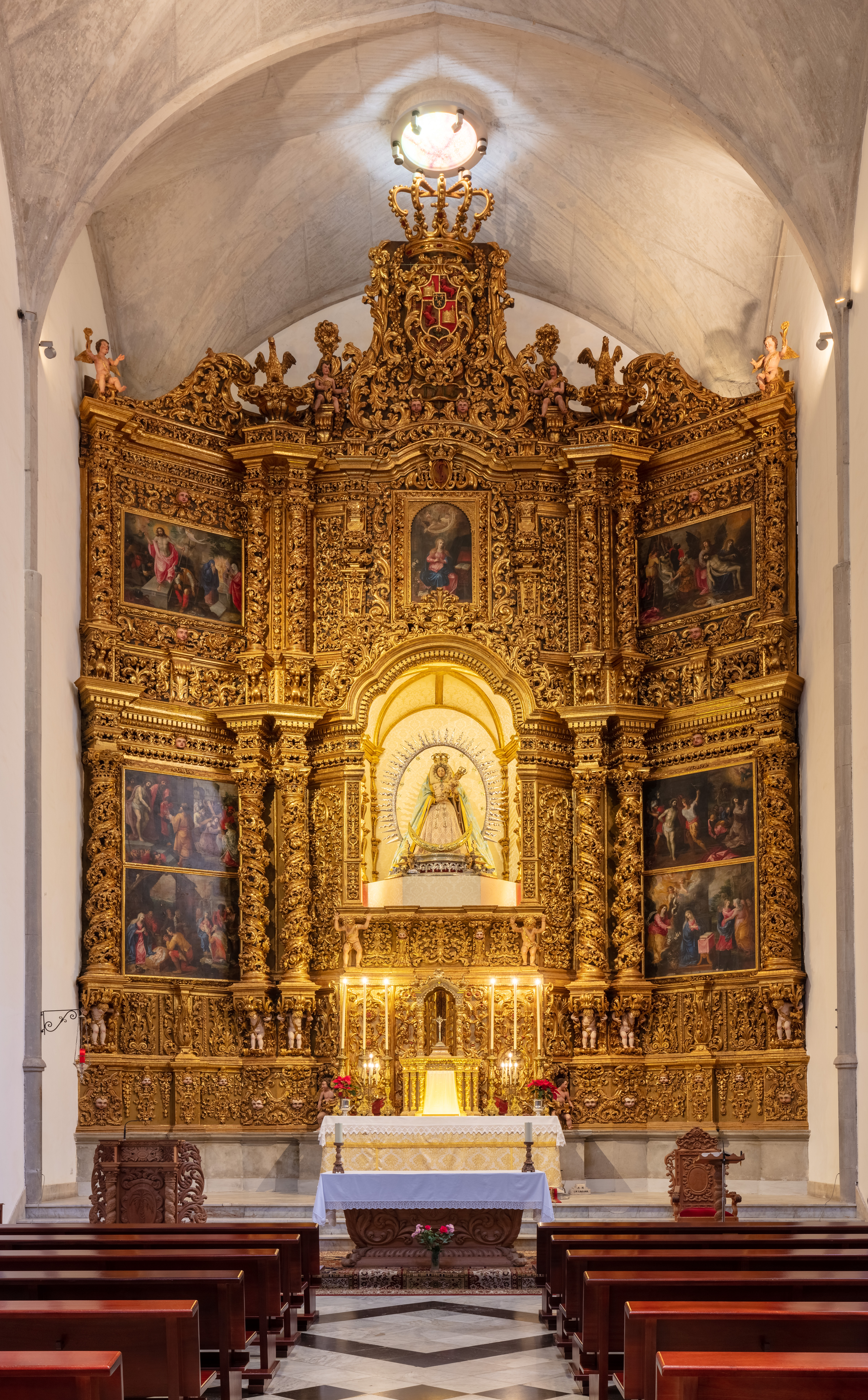
Altar der Virgen de los Remedios

Der aus Portugal stammende, in La Laguna wohnende Kaufmann Pedro Afonso Mazuelos bestellte in Flandern ein großes Altarretabel für die Kirche Nuestra Señora de los Remedios. Dieses wurde erst nach dem Tod des Stifters geliefert und 1614 als Hauptaltar der Kirche aufgestellt. Die Flächen waren mit einer großen Anzahl von Bildern geschmückt, die vermutlich von dem flämischen Maler Hendrik van Balen stammten. Etwa ein Jahrhundert später wurde der Altar durch einen neuen ersetzt, den Antonio Francisco de Orta in den Jahren 1709–1715 geschaffen hatte. Dieser neue Altar enthielt im Zentrum eine Nische für die Figur der Nuestra Señora de los Remedios, umgeben von sieben Gemälden des alten Altars. Ein Teil der übrigen Bilder wurde im Jahr 1912 in die Kirche Nuestra Señora de la Concepción gebracht. Bis zum Abriss der Kirche im Jahr 1905 blieb dieser Altar Hauptaltar. Nach dem Neuaufbau der Kathedrale (1905–1913) wurde die Capilla de Nuestra Señora de los Remedios geplant.
Ab Mai 1913 wurde die Kapelle als eine Art rechtes Querschiff angebaut. Nach verschiedenen Unterbrechungen der Bauarbeiten wurde der frühere Hauptaltar, der in der Kapelle neu aufgebaut wurde, ab dem 15. September 1927 wieder für Gottesdienste genutzt. Als linkes Querschiff war zeitweise eine Kapelle, die dem Patrozinium des Heiligen Christophorus unterstellt werden sollte, im Gespräch. Ein linkes Querschiff wurde allerdings nie errichtet. Die Maße des Anbaus richteten sich nach denen des Altars, der hier als Altar der Pfarrgemeinde aufgestellt wurde. Diesen Zweck erfüllt er auch heute (2014) noch.
Der untere Teil des Altars (Antependium) ist mit Silberplatten verkleidet, die von dem Altar der Nuestra Señora del Carmen stammen und im Jahr 1772 geschaffen wurden.
Die Themen der Gemälde des Altars:
- Auf dem Gemälde oberhalb der Figurennische wird Mariä Erwartung dargestellt.
- links oben: Auferstehung und Drei Marien am Grab
- links Mitte: Ecce homo und Begegnung mit Veronika
- links unten: Anbetung der Hirten und Anbetung der Könige
- rechts oben: Kreuzabnahme und Pietà
- rechts Mitte: Die Geißelung Christi und Jesus im Garten Getsemani
- rechts unten: Mariä Verkündigung und Mariä Heimsuchung

Die Kirche wurde bei der Gründung 1515 unter das Patrozinium der Virgen de los Remedios gestellt. Ob es zu dieser Zeit eine Statue oder ein Bild der „Schutzheiligen“ gab, ist nicht genau bekannt. Im Jahr 1548 wird eine Holzfigur beschrieben, die manchmal, also nicht immer, mit Textilien bekleidet war. Diese Figur trug kein Kind auf dem Arm. Das Bildnis des Kindes wurde offenbar am Anfang des 18. Jahrhunderts auf den Kanarischen Inseln geschaffen. Die Herkunft der Marienfigur wird heute im Umkreis der in Sevilla tätigen Brüder Jorge und Alejo Fernández vermutet. Die Skulptur ist komplett ausgeführt und gefasst. Der rechte Arm und die linke Hand lassen sich bewegen. Anfangs stand die Figur in einer sehr engen Nische im Hauptaltar der Kirche. Erst in dem 1614 aufgestellten Altar und dann in dem heute noch verwendeten Altarretabel von Antonio Francisco de Orta aus den Jahren 1709–1715 wurde die Figur der Titularheiligen an repräsentativer Stelle gezeigt.
Auf der Westseite der Kapelle hängt ein 306 × 190 cm großes Gemälde des Malers Juan de Miranda, auf dem das  letzte Abendmahl darstellt ist.
Auf der Ostseite der Kapelle erinnert eine Gedenkplatte an den ersten aus Teneriffa stammenden Bischof Domingo Pérez Cáceres.

### Retablo Ánimas del Purgatorio

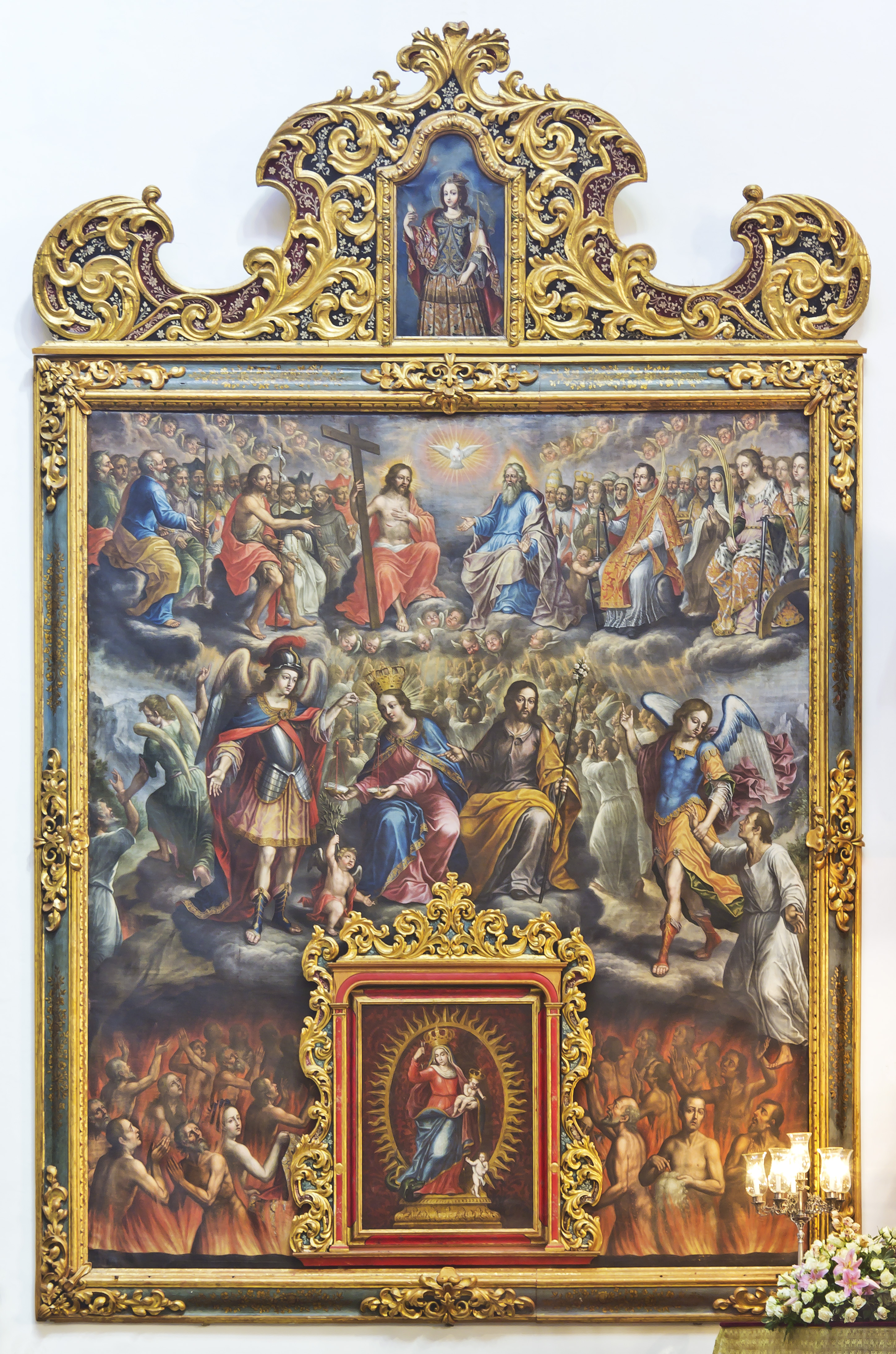
Gemälde Ánimas del Purgatorio

Das Gemälde Ánimas del Purgatorio (Seelen im Fegefeuer) war früher Teil des Retabels eines gleichnamigen Altars. Es gilt als eines der wichtigsten Bilder des aus La Orotava stammenden Malers Cristóbal Hernández de Quintana (1651–1725). Er schuf das 500 cm × 395 cm große Werk im Jahr 1717. Es stellt auf drei Ebenen das Fegefeuer, das Gericht und das Reich Gottes dar. Das Bild hängt heute (2014) gegenüber der Capilla de Nuestra Señora de los Remedios an der Wand an der Stelle eines nicht vorhandenen linken Querschiffs.
Ein Gemälde, das die  Santa Águeda darstellt, ist über dem Gemälde der Seelen im Fegefeuer eingelassen.
Die Darstellung der Virgen del Socorro wurde in den unteren Teil des Gemäldes integriert. Der Autor dieses Bildes ist unbekannt. Es ist aber sicher vor dem Jahr 1731 entstanden. Diese Art der Mariendarstellung, die Bekämpfung des Bösen zu ihren Füßen mit einer pfeilartigen Lanze, entwickelte sich in Italien.

### Seitenkapellen
Außerhalb der Seitenschiffe sind jeweils vier Kapellen und ein Seiteneingang angeordnet. Die Kapellen enthalten z. T. mehrere Altare bzw. Altarretabel. In diesen Kapellen finden keine Messfeiern mehr statt.

#### Capilla de Nuestra Señora de la Inmaculada Concepción
Die Capilla de Nuestra Señora de la Inmaculada Concepción oder auch Capilla de la Purísima schließt sich auf der rechten Seite (Lado de la epístola) der Kathedrale direkt an die Capilla de Nuestra Señora de los Remedios an.
Der Altar der Purísima wurde 1915 in der Werkstatt von Mariano Benlliure geschaffen und der Kirche von dem Bischof Rey Redondo geschenkt. Der Altar hat stark unter den Schäden am Dach der Kirche und den Renovierungsarbeiten zwischen 2002 und 2014 gelitten. Er steht renovierungsbedürftig in der Kapelle.
Die Skulptur der Virgen de la Luz steht heute (2014) in der Capilla de la Purísima. Die farbig gefasste Marienfigur aus Holz gehört seit Langem zum Bestand der Kirche Nuestra Señora de los Remedios. Ihre Herkunft ist nicht geklärt. Man geht heute davon aus, dass die 132 cm hohe polychrom gefasste und vergoldete Holzskulptur in der Mitte des 16. Jahrhunderts in Sevilla geschaffen wurde.
Die Grabplatte des Bischofs Nicolás Rey Redondo (12. Februar 1834–5. September 1917) ist in den Boden der Capilla de la Purísima eingelassen.

#### Capilla de Santa Teresa de Ávila

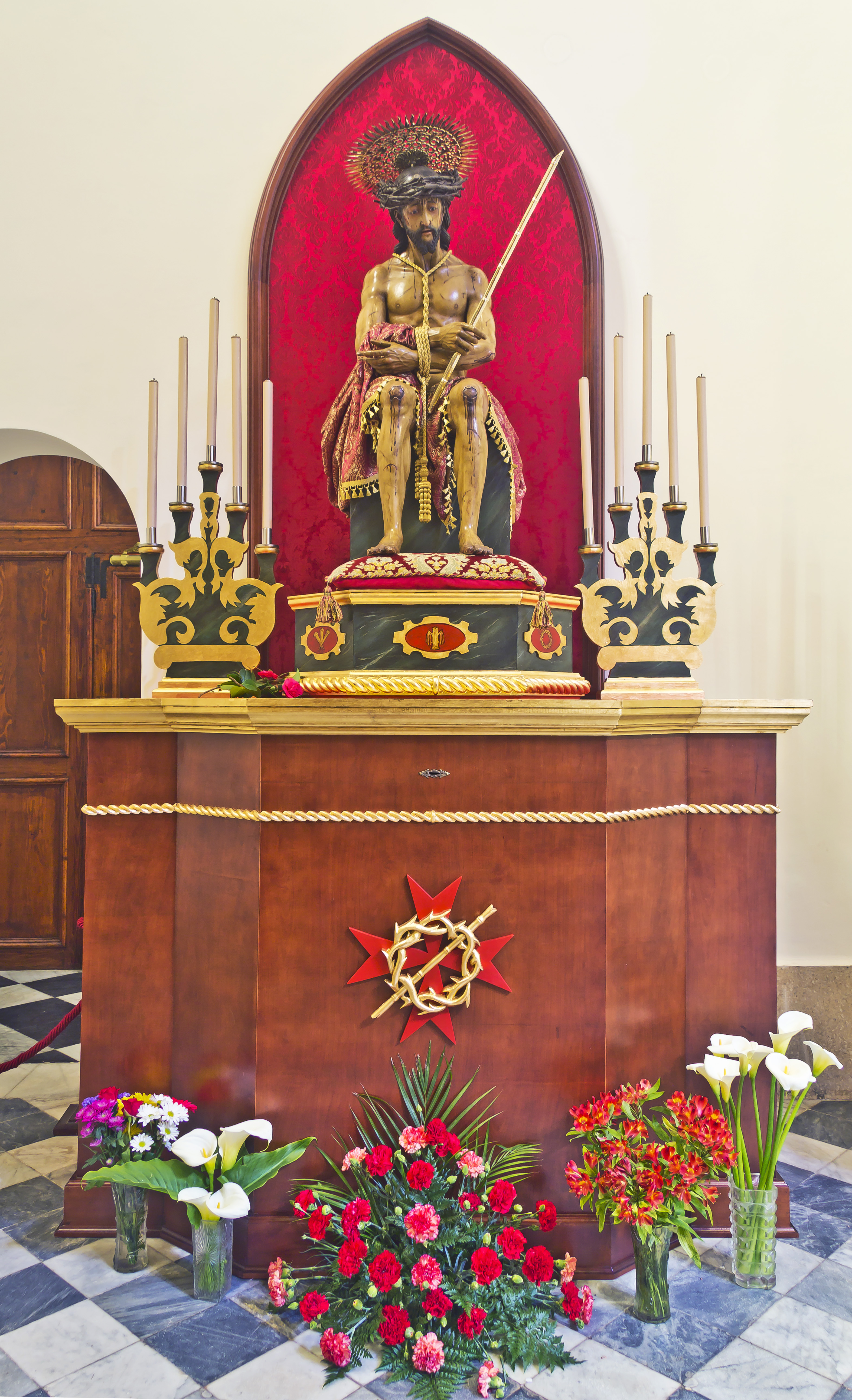
Señor de la Cañita

Der Altar der Santa Teresa de Ávila ist ein Altar im Stil der Neugotik. Im Zentrum steht eine mit Textilien bekleidete Skulptur der Teresa von Ávila.
Der Altar des Ecce Homo in der Capilla de Santa Teresa de Ávila wurde kurz nach der Wiedereröffnung der Kathedrale im März 2014 geweiht. Die Idee des Altars geht auf José Luis Salazar y Frías zurück. Der Entwurf stammt von dem Architekten Francisco Trujillo. Ausgeführt wurde die Arbeit von dem Tischler Vicente González, dem Schnitzer Jorge González und dem Maler Juan Felipe Plasencia. Alle drei Künstler arbeiten in Los Realejos.
Die Originaldarstellung des Ecce Homo stammte vermutlich von José Rodríguez de la Oliva (1695–1777). Für die bei dem Brand der Kirche San Agustín (La Laguna) im Jahr 1964 zerstörte Skulptur schuf der Bildhauer und Restaurator Ezequiel de León Domínguez im Jahr 1965 eine originalgetreue Kopie. Die Skulptur ist volkstümlich als „Señor de la Cañita“ (Herr mit dem Rohrstöckchen) bekannt.

#### Capilla de la Virgen del Carmen
Der Altar der Virgen del Carmen ist ein Altar im Stil der Neugotik. Im Zentrum steht eine mit Textilien bekleidete Skulptur der Virgen del Carmen. In den Seitennischen stehen gefasste Skulpturen der Teresa von Ávila und des Heiligen Andreas.
Die Skulptur der Virgen del Carmen: Seit 1619 wurde in der Kirche Nuestra Señora de los Remedios am 16. Juli das Fest der Virgen del Carmen gefeiert. Im Jahr 1672 schuf der Bildhauer Lázaro González de Ocampo eine Statue der Heiligen, die „mit allem, was nötig ist“ (also Kleidern und Schmuck), ausgestattet in einer Seitenkapelle aufgestellt wurde. In der Mitte des 18. Jahrhunderts ersetzte Sebastián Fernández Méndez, ein Enkel von Lázaro González de Ocampo, das Jesuskind, das als zu klein empfunden wurde, durch ein größeres. Das Aussehen des Kindes näherte sich Vorbildern an, die in der ersten Hälfte des 18. Jahrhunderts aus Genua nach Teneriffa kamen. Darüber hinaus schuf er für die Heiligenfigur einen neuen Körper aus Holz der farbig gefasst war. Das Gesicht und die Hände, das Einzige, was aufgrund der textilen Ausstattung zu sehen war, wurden von der alten Skulptur erhalten.
Die heutige Skulptur der Teresa von Ávila ersetzt eine Heiligenfigur, die im Jahr 1670 der Kirche gespendet wurde.
Die Skulptur des Heiligen Andreas ist die Arbeit einer Werkstatt auf den Kanarischen Inseln.
Das Kruzifix des Santísimo Cristo de Burgos war ursprünglich die Arbeit des Bildhauers Lázaro González de Ocampo und des Malers Cristóbal Hernández de Quintana aus dem Jahr 1680. Das Original ging beim Brand der Kirche San Agustín (La Laguna) im Jahr 1964 verloren. Die heute in der Kapelle der Virgen del Carmen hängende Kopie ist das Werk des aus La Orotava stammenden Bildhauers und Restaurators Ezequiel de León Domínguez. Die Skulptur trägt im Volksmund den Namen „Cristo de la faldita“ (Christus mit dem Kleidchen).

#### Capilla de Santa Barbara
Der Altar der Heiligen Barbara im Stil der Neugotik wurde von dem aus Santa Cruz de Tenerife stammenden Maler Francisco Bonnín Guerin (1874–1963) entworfen und von Mitgliedern des Artillerie Corps von Santa Cruz de Tenerife erstellt. Der Altar der Heiligen Barbara stand bis 1995 in der Kirche San Francisco in Santa Cruz de Teneriffa.
Die Figur der Heiligen Barbara im Zentrum des Altars ist eine gefasste Holzskulptur.
Der Altar Nuestra Señora de la Saleta wurde 1915 von Estanislada González gespendet.

#### Capilla del Cristo a la Columna

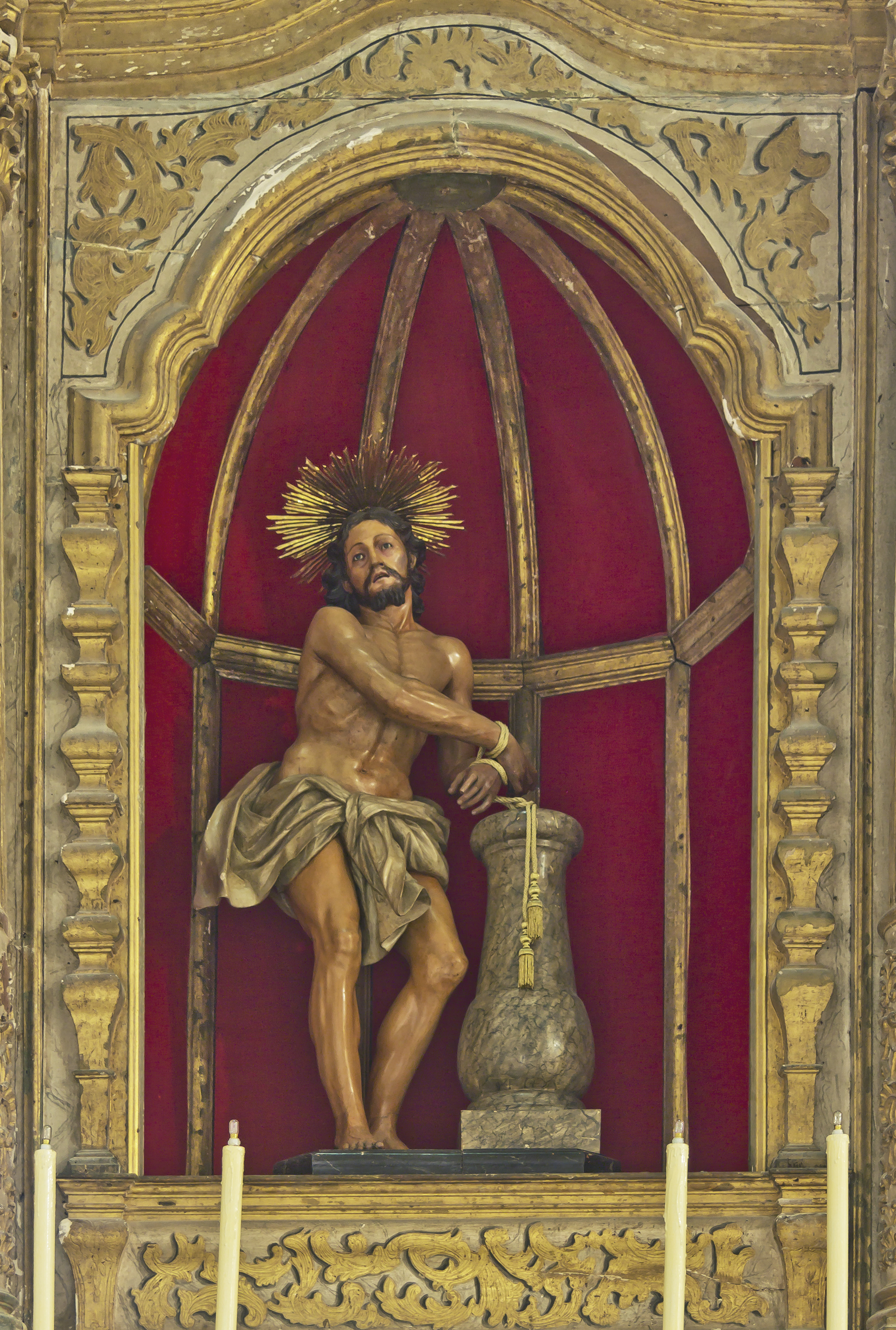
Cristo a la Columna

Die Skulptur des Christus an der Säule wurde am 6. Juni 1756 geweiht. Sie wurde von Pietro Galleano, einem Bildhauer in Genua, geschaffen. Der Altar, in dessen mittlerer Nische heute die Skulptur des Christus an der Säule steht, wurde 1763 fertiggestellt und 1765 vergoldet.
Die Skulptur Nuestra Señora de los Angustias wird heute dem in Sevilla lebenden Bildhauer Gabriel Astorga y Miranda (1805–1884) zugeschrieben. Die mit Textilien bekleidete Figur ist nur in Kopf und Schultern und den gefalteten Händen ausgeführt.

#### Capilla de la Virgen de Candelaria
Der Altar der Virgen de Candelaria war früher der Virgen de Merced gewidmet. Er wurde 1781 vergoldet. Die früher namensgebende Heiligenfigur steht heute in der Taufkapelle.
Die Skulptur der Virgen de Candelaria ist eine Nachschöpfung der Schutzpatronin der Kanarischen Inseln. Sie wurde von Faustino Álvarez Hernández geschaffen.
Die Skulptur Nuestro Padre Jesús Nazareno ist eine mit Textilien ausgestattete Figur und stammt vermutlich aus der Zeit um 1900. Sie wird der Werkstatt Basilio in Valencia zugeschrieben. Die Skulptur konnte bei dem Brand der Kirche San Agustín 1964 nahezu unbeschädigt gerettet werden. Der Restaurator Agustín de Molina restaurierte sie und brachte neue Hände an, die von Ezequiel de León geschaffen wurden. Für die Skulptur soll an ihrem jetzigen Standort in der Capilla de la Virgen de Candelaria ein neuer Altar errichtet werden. In dieser Kapelle befinden sich auch die von José Siverio Pérez geschaffene Plastik des San José de Anchieta und die von Antonio José Martínez geschaffene Skulptur des San Peter von Betancurt.

#### Capilla de San José
Die mit Textilien zu bekleidende Skulptur des San José wurde vermutlich zu Ende des 17. Jahrhunderts von Lázaro González de Ocampo geschaffen. Die Figur des Kindes stammt aus einer späteren Zeit.
Die Skulptur der Santa Ana gilt wie die Skulptur des San Joaquín als ein Kunstwerk der Kanarischen Schule des 18. Jahrhunderts.

#### Taufkapelle
Den größten Teil der Taufkapelle nimmt ein Taufbecken ein, das 1969 nach einem Entwurf des 1931 Santa Cruz de Tenerife geborenen Fernando García-Ramos y Fernández del Castillo geschaffen wurde.
Die Skulptur des Thomas von Aquin wurde der Kirche von dem Bischof Fray Albino geschenkt.
Bei der Heiligenfigur der Virgen de la Merced sind von dem Bildhauer José Rodríguez de la Oliva nur der Kopf und die Hände ausgearbeitet worden. Unter der Kleidung verbirgt sich ein Gestell. Die Figur stand früher in einem eigenen Altar, der heute der Virgen de Candelaria gewidmet ist.
Die mit Textilien bekleidete Figur des San Lorenzo stammt vermutlich aus der zweiten Hälfte des 17. Jahrhunderts.

### Fenster

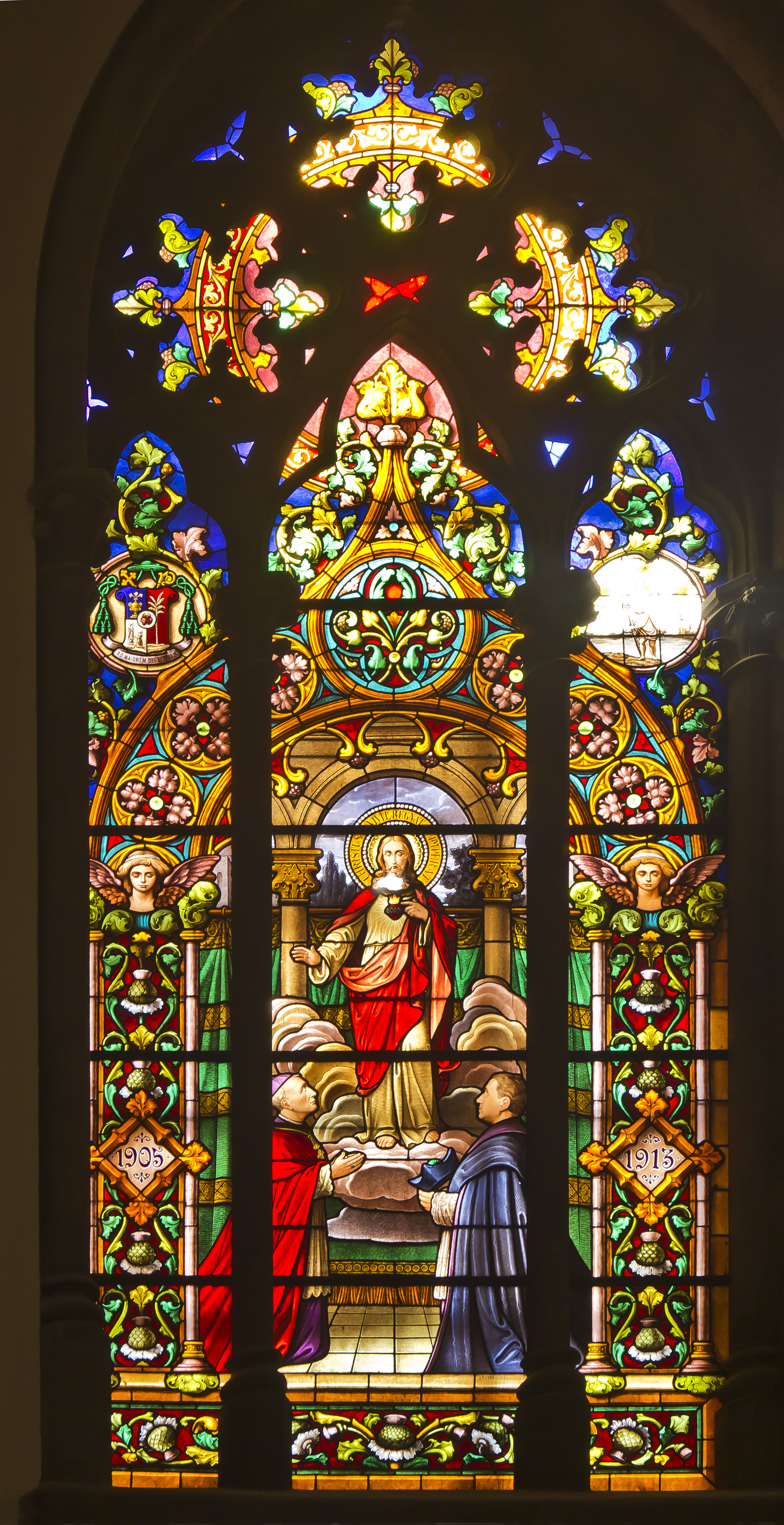
Fenster in der Mitte des Altarumgangs

Das Programm der Darstellungen der Fenster der Kathedrale wurde bei dem Neubau 1905–1913 von dem späteren Dekan des Domkapitels Luis Palahí entwickelt. Die Firma La Venecia in Zaragossa stellte die Fenster her. Eine Person als Urheber ist nicht bekannt. Wenn ihnen auch kein großer künstlerischer Wert zugemessen wird, geben die Fenster doch den Stil ihrer Zeit wider.
Es gibt sieben Fenster mit Bilddarstellungen im Altarumgang, vier Rundfenster im Übergang vom Altarumgang zur Vierung, ein Fenster mit Bilddarstellung im linken Querschiff, zwei gleiche Spitzbogenfenster mit geometrischen Ornamenten im rechten Querschiff, zehn gleiche Rundbogenfenster, je fünf pro Seite im Lichtgarden sowie sechs Fenster mit Bilddarstellungen in den Seitenkapellen. Die Fenster der Hauptfassade sind im Inneren der Kirche nicht sichtbar.
Altarumgang: 
In der Mitte des Altarumganges befindet sich ein Fenster, das in drei Spalten ein Bild wiedergibt: Im Zentrum steht eine Darstellung der Figur des Heiligen Herzens Jesu, das von dem Bischof Rey Redondo, der erkennbar abgebildet ist, und einem nicht identifizierbaren Kleriker als Repräsentant des Domkapitels angebetet wird. Eine Identifizierung der dargestellten Personen ist auch durch die abgebildeten Wappen möglich. Die Zahlen 1905 und 1913 geben einen Hinweis auf die Zeit des Neuaufbaus der Kirche.
Das Fenster links der Mitte zeigt in der mittleren Spalte Nuestra Señora de los Remedios, in der linken den Heiligen Ferdinand und in der rechten die Heilige Elisabeth von Portugal. Dabei handelt es sich um einen Hinweis auf König Ferdinand VII., der die Einrichtung des Bistums mit Sitz in La Laguna bei Papst Pius VII. angeregt hatte. Maria Isabella von Portugal war die zweite Ehefrau von König Ferdinand.
Das nächste Fenster links zeigt den Heiligen Joachim und die Heilige Anna mit Maria als Kind. Ganz oben in dem Fenster ist das Wappen der Diputación Provincial, das heutige Wappen der Kanarischen Inseln abgebildet.
Auf dem nächsten Fenster nach links sieht man Josef von Nazaret und Antonius von Padua.
Das Bild im ersten Fenster rechts der Mitte des Altarumgangs zeigt in der Mitte Christophorus (San Cristóbal), den Schutzpatron der Stadt, umgeben von dem Erzengel Michael (San Miguel Arcángel) und Jakobus dem Älteren (Santiago el Mayor).
Im zweiten Fenster rechts der Mitte sind die Heiligen Simon Petrus und Paulus von Tarsus abgebildet.
Die Heiligen Eustachius (San Plácido) und Rochus von Montpellier (San Roque) sind auf dem dritten Fenster rechts der Mitte zu sehen.
Der Altarumgang endet auf beiden Seiten mit je zwei Fensterrosen.
Kuppel:
Die sechzehn Fenster im Tambour über der Vierung sind seit der Renovierung 2014 jeweils mit verschiedenen einfarbigen Glasflächen gefüllt.
Linkes Querschiff: 
An Stelle eines linken Querschiffs hängt in der Kathedrale ein großes Gemälde der Seelen im Fegefeuer. Das Fenster darüber zeigt die Evangelisten Markus und Matthäus
Rechtes Querschiff: 
Im rechten Querschiff, der Kapelle der Señora de los Remedios, gibt es zwei Spitzbogenfenster die einfache Ornamente zeigen.
Lichtgaden:
Im Obergaden gibt es pro Seite fünf Rundbogenfenster mit jeweils gleichen geometrischen Mustern.
Seitenkapellen:
Die vier Seitenkapellen auf der rechten und zwei auf der linken Seite haben doppelte Rundbogenfenster, auf denen jeweils zwei Heilige abgebildet sind.
In der Capilla de Nuestra Señora de la Inmaculada Concepción sind das der Heilige Didakus (San Diego de Alcala) und Selige Ignatius von Azevedo (Inácio de Azevedo), in der Capilla de Santa Teresa de Ávila Unsere Liebe Frau von Guadalupe (Nuestra Señora de Guadalupe) und Johannes der Täufer (San Juan Bautista), in der Capilla de la Virgen del Carmen Teresa von Ávila (Santa Teresa de Jesús) und Silvester I. (San Silvestre Papa) und in der Capilla de Santa Barbara Unsere Liebe Frau auf dem Berge Karmel (Nuestra Señora del Carmen) und Bernhard von Clairvaux (San Bernardo).
In der Josefskapelle auf der linken Seite zeigen die Fenster Unsere Liebe Frau auf dem Pfeiler und den Erzengel Raphael. Das Fenster der Taufkapelle zeigt die hll. Sebastian und Franziskus von Assisi.

### Fußboden
Der Fußboden der neu aufgebauten Kathedrale wurde ab 1912 unter der Leitung von zwei aus Sevilla stammenden Fliesenlegern z. T. mit den alten, aber auch mit neuen schwarzen und weißen Marmorplatten gestaltet. Während sie in der Vierung rechteckig ausgerichtete Muster bilden, sind sie in den anderen Teilen so verlegt, dass sie die Diagonale betonen.